# کرانک
کرانک (به انگلیسی: Crunk) از ژانرهای موسیقی هیپ هاپ است و اصالت آن به گروه ۳ ۶ مافیا در دههٔ نود میلادی بر می‌گردد. اوج شهرت این ژانر بین سال‌های ۴–۲۰۰۳ بود. خیلی‌ها بر این باورند که کرانک همان هیپ هاپ جنوب است چرا که زمینه آلات موسیقی همان است و فقط خواننده با فریاد کلمات را ادا می‌کند. کرانک مخفف دو کلمه Crazy و Drank است. از خوانندگان این ژانر می‌توان به ۳ ۶ مافیا، لیل جان، دیوید بنر و یانگ بلادز اشاره کرد.